# Château de Schlobitten

Le château de Schlobitten est un château et un monument historique situé sur le territoire de la commune de Słobity (en allemand : Schlobitten), dans le powiat de Braniewo de la voïvodie de Varmie-Mazurie, en Pologne. Il fut la résidence principale de la lignée de Dohna-Schlobitten, une importante famille de la noblesse allemande, de 1525 jusqu'en 1945.
Alexander zu Dohna-Schlobitten, feld-maréchal de Brandebourg-Prusse, a fait construire le palais baroque à partir de 1696 ; les travaux ont duré jusqu'en 1736. Vers la fin de la Seconde Guerre mondiale, le château a été occupé par l'Armée rouge et complètement incendié.

## Histoire
La lignée des burgraves de Dohna, originaire de la marche de Misnie, arriverent dans la région de Prusse au XVe siècle, lorsqu'elle était sous la domination de l'État teutonique. En 1525, Peter de Dohna (1483-1553) fut inféodé avec le manoir de Schlobitten par Albert de Brandebourg-Ansbach, dernier grand maître de l'ordre Teutonique puis premier duc de Prusse. Son fils Achatius (1533-1601) fit reconstruire la maison forte où il s'établit en 1589.

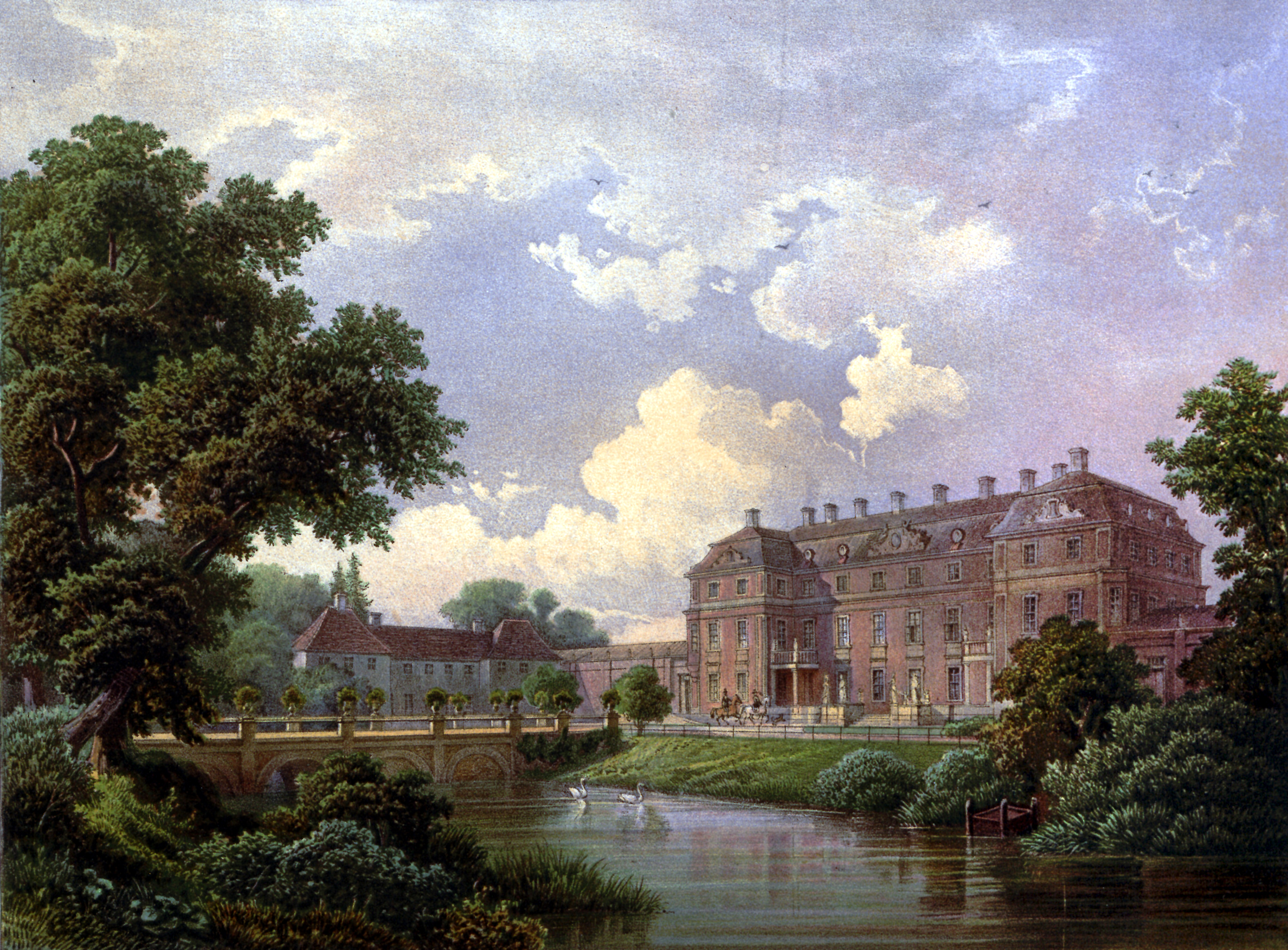
Le château de Schlobitten, façade sud ; peinture de la collection Alexander Duncker (vers 1860).

Un premier palais résidentiel du style Renaissance nordique a été édifié entre 1622 et 1624. Il fut dévasté durant la guerre polono-suédoise de 1626-1629 puis réparé provisoirement. L'héritier Frédéric de Dohna (1621-1688), gouverneur de la principauté d'Orange, préférait résider au château de Coppet au bord du lac Léman. 
C'était le fils de Frédéric, Alexander zu Dohna-Schlobitten (1661-1728) qui dès 1696 donne un caractère résidentiel à l'ensemble dans le style baroque, se faisant aider par les architectes Jean-Baptiste Broebes et Johann Caspar Hindersin. Lieutenant géneral de l'Armée prussienne,  il est au service de l'électeur Frédéric III de Brandebourg, roi en Prusse (en tant que Frédéric Ier) à partir de 1701, qui favorise la construction de somptueux châteaux dans son nouveau royaume, dont Schlobitten, Finckenstein, Friedrichstein et Schlodien.
La reconstruction s'acheva en 1732 et son résultat fut un ensemble de bâtiments prestigieux et élégants. Frédéric le Grand y demeura à plusieurs reprises. Le château reste aux mains de la famille de Dohna-Schlobitten jusqu'á l'expulsion en 1945. La riche collection d'art des Dohna-Schlobitten ont pu être sauvée ; elle est aujourd'hui gérée par la Fondation des châteaux et jardins prussiens de Berlin-Brandebourg et exposée au château de Doberlug.